# President's Cup 1980
De President's Cup 1980 was de 10e editie van de President's Cup, later Korea Cup genoemd. Het voetbaltoernooi werd gehouden van 23 augustus tot en met 2 september 1980. Aan het toernooi deden zes landen mee. Zuid-Korea werd kampioen, in de finale versloegen zij Indonesië met 2–0. Het B-elftal van Zuid-Korea werd derde, zij eindigden als derde in de groepsfase.

## Groepsfase
| Pos | Land                  | Wed | Win | Gel | Ver | DV | DT | +/− | Pnt |
| --- | --------------------- | --- | --- | --- | --- | -- | -- | --- | --- |
| 1   | Zuid-Korea            | 5   | 5   | 0   | 0   | 17 | 0  | +17 | 10  |
| 2   | Indonesië             | 5   | 2   | 2   | 1   | 7  | 8  | –1  | 6   |
| 3   | Zuid-Korea (B-elftal) | 5   | 2   | 2   | 1   | 4  | 5  | –1  | 6   |
| 4   | Thailand              | 5   | 2   | 1   | 2   | 7  | 8  | –1  | 5   |
| 5   | Maleisië              | 5   | 0   | 2   | 3   | 3  | 9  | –6  | 2   |
| 6   | Bahrein               | 5   | 0   | 1   | 4   | 3  | 11 | –8  | 1   |

## Finale
|                                     |            |       |           |       |
| 2 september 1980 «onderlinge duels» | Zuid-Korea | 2 – 0 | Indonesië | Seoel |
| 2 september 1980 «onderlinge duels» |            |       |           | Seoel |

| Winnaar President's Cup 1980 |
| ---------------------------- |
|                              |
| Zuid-Korea 6e titel          |